# Гонолес
Гонолес (бел. Ганалес) — деревня в Ждановичском сельсовете, в 9 км на запад от Минска, возле Заславского водохранилища.

## История
В 1858 году — фольварк, 2 жителя муж.пола, собственность Лукашевичей, в Минском уезде.
В 1897 — фольварк (2 двора, 10 жителей), 2 хутора (5 дворов, 31 житель), 2 урочища (2 двора, 19 жителей), 2 водяные мельницы и лесная стража (1 двор, 9 человек), в Заславской волости Минского уезда.
С февраля по декабрь 1918 оккупирована войсками кайзеровской Германии. Во время польско-советской войны с июля 1919 по июль 1920, а также в середине октября 1920 — войсками Польши. С 1919 в составе БССР. С 20 августа 1924 деревня в составе Ратомского сельсовета Заславского района Минской округи (до 26 июля 1930). В 1926 на хуторе 3 двора, 26 жителей, водяная мельница. С 20 февраля 1938 — в Минской области. В ВОВ с конца июня 1941 до начала июля 1944 оккупирована немецко-нацистскими войсками, погибли 5 жителей. С 20 января 1960 — в составе Ждановичского сельсовета.
В 1997 было 30 хозяйств, 82 жителя. В 2010 было 38 хозяйств, 79 жителей.

## Интересный факт
Рядом с деревней расположен санаторий «Юность».